# Rökelseritual

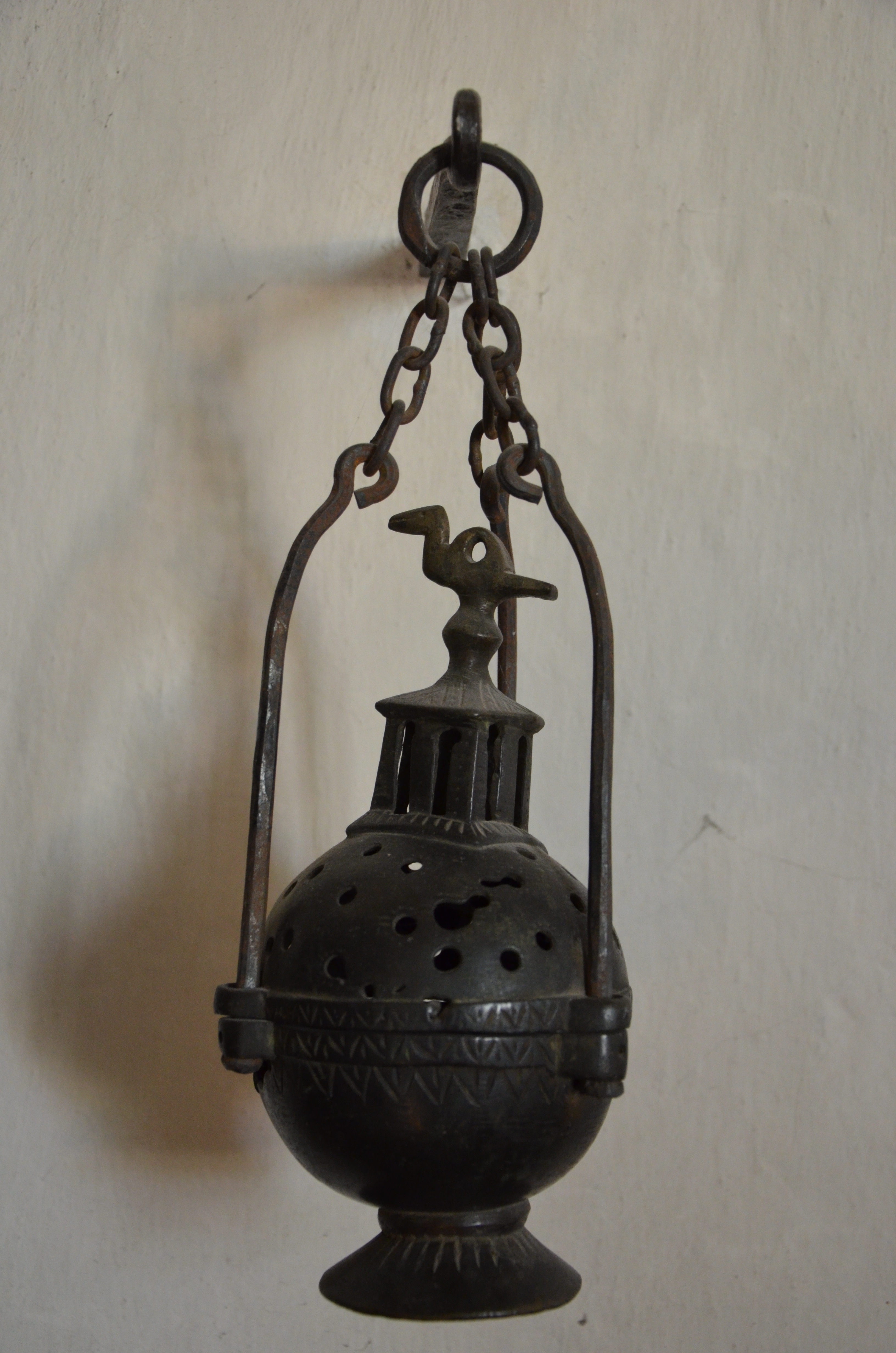
Rökelsekar i Almunge kyrka

Rökelseritual är en sed som var vanlig i kyrkorna i Sverige på medeltiden. De kristna kyrkorna hade tagit upp användningen av rökelse från judiska, romerska och grekiska religiösa ritualer, och åtminstone från 400-talet finns katolsk rökelseritual belagd.
För rökelseritualen användes rökelsekar. En präst svänger detta fram och tillbaka så att röken sprids väl i lokalen, vilket symboliserar folkets böner som stiger upp till Gud.
De äldsta kristna rökelsekaren är kända från koptiska kyrkor och är av två typer: en som stod på eller hängde framför altaret och en som svängdes runt. Ur dessa utvecklades den romanska kyrkans rökelsekar, vilka utformades ägg- eller klotformade med tre hängkedjor med cylindrisk eller konisk ringfot. Från 1100-talet utvecklas en allt mer plastisk dekor, vilken under senare århundraden träder tillbaka för att under sengotiken under 1400-talet återkomma, med naturalistiska blad och blommor. Rökelsekaren från medeltiden är i regel av malm och ibland av koppar.